# Первообразный корень (теория чисел)
Первообразный корень по модулю m — целое число g такое, что
{\displaystyle g^{\varphi (m)}\equiv 1{\pmod {m}}}
и
{\displaystyle g^{\ell }\not \equiv 1{\pmod {m}}} при {\displaystyle 1\leqslant \ell <\varphi (m),}
где {\displaystyle \varphi (m)} — функция Эйлера. Другими словами, первообразный корень — это образующий элемент мультипликативной группы кольца вычетов по модулю m.
Чтобы не проверять все {\displaystyle \ell } от {\displaystyle 1} до {\displaystyle \varphi (m)}, достаточно проверить три условия:
1. Является ли {\displaystyle g} числом взаимно простым с {\displaystyle m}, и если нет, то это не первообразный корень.
2. Так как {\displaystyle \varphi (m)} — всегда чётное число для всех {\displaystyle m>2}, то {\displaystyle \varphi (m)} имеет как минимум один простой делитель — простое число {\displaystyle 2}, следовательно, для того, чтобы отсеять значительное количество не-корней, достаточно проверить {\displaystyle g^{\varphi (m)/2}\not \equiv 1{\pmod {m}}} для числа, подходящего на первообразный корень по модулю {\displaystyle m}.[1] Если результат +1 {\displaystyle \equiv } m, то g — не корень, в ином случае результат −1 {\displaystyle \equiv } m, когда g — это возможно первообразный корень.
3. Далее следует убедиться, что {\displaystyle g^{\ell }\not \equiv 1{\pmod {m}}} для всех {\displaystyle \ell =\varphi (m)/p}, где {\displaystyle p} — простой делитель числа {\displaystyle \varphi (m)}, полученный в результате его факторизации.

## Свойства

### Существование
Первообразные корни существуют только по модулям {\displaystyle m} вида
{\displaystyle m=2,4,p^{a},2p^{a}},
где {\displaystyle p>2} ― простое число, {\displaystyle a\geqslant 1} ― натуральное. Только в этих случаях мультипликативная группа кольца вычетов по модулю m является циклической группой порядка {\displaystyle \varphi (m)}.

### Количество
Если по модулю {\displaystyle m} существует первообразный корень {\displaystyle g}, то всего существует {\displaystyle \varphi (\varphi (m))} различных первообразных корней по модулю m, причём все они имеют вид {\displaystyle g^{k}{\pmod {m}}}, где {\displaystyle 1\leq k<\varphi (m)} и {\displaystyle (k,\varphi (m))=1}.

### Индекс числа по модулю
Для первообразного корня {\displaystyle g} его степени {\displaystyle g^{\varphi (m)}=1,g,\dots g^{\varphi (m)-1}} несравнимы между собой по модулю m и образуют приведенную систему вычетов по модулю m. Поэтому для каждого числа {\displaystyle a}, взаимно простого с {\displaystyle m}, найдется показатель {\displaystyle \ell ,1\leq \ell \leq \varphi (m)}, такой, что
{\displaystyle g^{\ell }\equiv a{\pmod {m}}.}
Такое число {\displaystyle \ell } называется индексом числа a по основанию g.

### Минимальный корень
Исследования Виноградова показали, что существует такая константа {\displaystyle C}, что для всякого простого {\displaystyle p} существует первообразный корень {\displaystyle g<C{\sqrt {p}}}. Другими словами, для простых модулей {\displaystyle p} минимальный первообразный корень имеет порядок {\displaystyle O({\sqrt {p}})}.
Математик Виктор Шуп из Университета Торонто показал, что если «Обобщённая гипотеза Римана» верна, то первообразный корень есть среди первых {\displaystyle O(\log ^{6}{p})} чисел натурального ряда.

## История
Первообразные корни для простых модулей {\displaystyle p} были введены Эйлером, но существование первообразных корней для любых простых модулей {\displaystyle p} было доказано лишь Гауссом в «Арифметических исследованиях» (1801 год).

## Примеры
Число 3 является первообразным корнем по модулю 7. Чтобы в этом убедиться, достаточно каждое число от 1 до 6 представить как некоторую степень тройки по модулю 7:
{\displaystyle 3^{1}\equiv 3\ {\pmod {7}}}
{\displaystyle 3^{2}\equiv 2\ {\pmod {7}}}
{\displaystyle 3^{3}\equiv 6\ {\pmod {7}}}
{\displaystyle 3^{4}\equiv 4\ {\pmod {7}}}
{\displaystyle 3^{5}\equiv 5\ {\pmod {7}}}
{\displaystyle 3^{6}\equiv 1\ {\pmod {7}}}
Примеры наименьших первообразных корней по модулю m (последовательность A046145 в OEIS):
| Модуль m             | 2 | 3 | 4 | 5 | 6 | 7 | 8 | 9 | 10 | 11 | 12 | 13 | 14 |
| Первообразный корень | 1 | 2 | 3 | 2 | 5 | 3 | — | 2 | 3  | 2  | —  | 2  | 3  |